# Силва Капутикян (къща музей)
Къщата музей „Силва Капутикян“ (на арменски: Սիլվա Կապուտիկյանի տուն-թանգարան), е културно-историческа институция в град Ереван, Армения, литературен музей представящ живота и творчеството на арменската поетеса и писателка Силва Капутикян (1919 – 2006).

## История
През 2003 г. Силва Капутикян създава литературна фондация на свое име, под председателството на сина ѝ, скулптора Ара Шираз, народен художник на Република Армения. Основната цел на фондацията е да подпомага работата на музея, който е създаден според нейното завещание, да преиздава литературното ѝ наследство, да насърчава техническото преоборудване и модернизация на къщата-музей в съответствие с международните изисквания.
Според завещанието ѝ, къщата-музей е създадена за културни, научни и образователни дейности, Тя създава също 24-часово видео, в което коментира всички придружаващи подробности за „генеалогията“ на експонатите на музея.
През 2008 г. се извършва ремонт за сградата, при който 13-метровият балкон на жилището е превърнат в изложбена зала, където е представена част от богатия архив на Силва Капутикян.
Къщата музей е открита официално на 20 януари 2009 г. с решение на правителството на Армения по случай 90-та годишнина от рождението на поетесата. С решение №1180-A от 8 октомври 2015 г. на правителството на Армения къщата музей става клон на Музея за литература и изкуство „Егише Чаренц“ на Ереван.

## Експозиция
Голяма част от експозицията създава самата Силва Капутикян, като изисква дневната, спалнята-кабинет, всекидневната да останат същите, без да се добавя или изважда нищо от тях.
Във витрина са изложени личните предмети на поетесата – часовник, чанта, кърпичка, ветрило, декоративни аксесоари. В друга витрина са показани подаръците, които тя е получила като подарък. В следващите са дадени наградите ѝ като „Почетен знак“, „Приятелство на народите“, „Октомврийска революция“, и ордени и медали.
За работа на музея са класифицирани всички документи, свързани с творческата дейност на поетесата от 40-те години до смъртта ѝ през 2006 г. За целта персонала на музея копира и описва над 18 000 страници ръкопис.
- Работно писалище в кабинета
- Всекидневна
- Спалня
- Библиотека
- Експозиция
- Експозиция

## Събития
В музея се организират тържества и литературни срещи, по време на които се провеждат изложби и лекции в съответствие с темата или императива на деня.
През 2009 и 2010 г. са издадени 2 компактдиска „Песни по текст на Силва Капутикян“ от златния фонд на арменското радио. С прякото участие на музея, и с усилията на различни студия и телевизионни канали, са създадени видеофилми и телевизионни програми за творчеството и живота ѝ.